# Defunkt
Defunkt is een band uit New York, opgericht door trombonist-zanger Joseph Bowie in 1978. Hun muziek bevat elementen van funk, punk en jazz.

## Lijst van voormalige leden
(Onvolledige lijst)
- Kelvyn Bell – gitaar
- Kim Clarke - basgitaar
- Ayodele Maakheru (Martin Aubert) – gitaar
- Vernon Reid – gitaar
- Richard Martin – gitaar
- Melvin Gibbs – basgitaar
- Ron Mac Jenkins – basgitaar
- Lester Bowie – trompet
- Ted Daniels – trompet
- Byron Bowie – saxofoon
- Luther Thomas - saxofoon
- Charles Green - saxofoon
- Alex Harding – baritonsaxofoon
- Ronnie Burrage – drums
- Scooter Warner – drums
- Tobias Ralph – drums
- Kahil El'Zabar – percussie
- Kelli Sae - zang
- Martin Fischer – keyboard
- Marcus Persiani – keyboard
- Kevin Bents – keyboard
- Bahnamous Bowie – keyboard
- Adam Klipple – keyboard
- Cliff Branch – keyboard

## Albums
- Defunkt - album - 1980
- Strangling Me With Your Love - 1981 (alleen in de Verenigde Staten)
- Thermonuclear Sweat - 1982
- Avoid The Funk: A Defunkt Anthology - compilatiealbum - 1988
- In America - 1988
- Heroes - 1990
- Live at the Knitting Factory - 1991
- Crisis - 1992
- Cum Funky - 1993
- Live and Reunified - 1993
- A Blues Tribute to Muddy Waters and Jimi Hendrix - 1994
- One World - 1995
- Defunkt live in Stuttgart - 1996
- The Legend of Defunkt Volume 1 - 2001
- Defunkt The Legend Continues - 2001
- Defunkt Live in Europe - 2002
- Journey - 2004
- Defunkt + Thermonuclear Sweat - cd-heruitgave van de eerste twee albums - 2005

## Trivia
- Het intro van het nummer "You Don't Know" van het album Crisis werd gebruikt als leader voor het programma Pauw & Witteman.